# Purpurmetallfly
Purpurmetallfly, Autographa pulchrina, är en fjärilsart som beskrevs av Adrian Hardy Haworth 1809. Purpurmetallfly ingår i släktet Autographa och familjen nattflyn, Noctuidae. Arten är reproducerande och har livskraftiga (LC) populationer i både Sverige och i Finland. I Sverige förekommer arten tämligen allmänt i hela landet förutom i fjälltrakterna. Även i Finland förekommer arten allmänt, förutom längst i nordost. Inga underarter finns listade.

## Bildgalleri

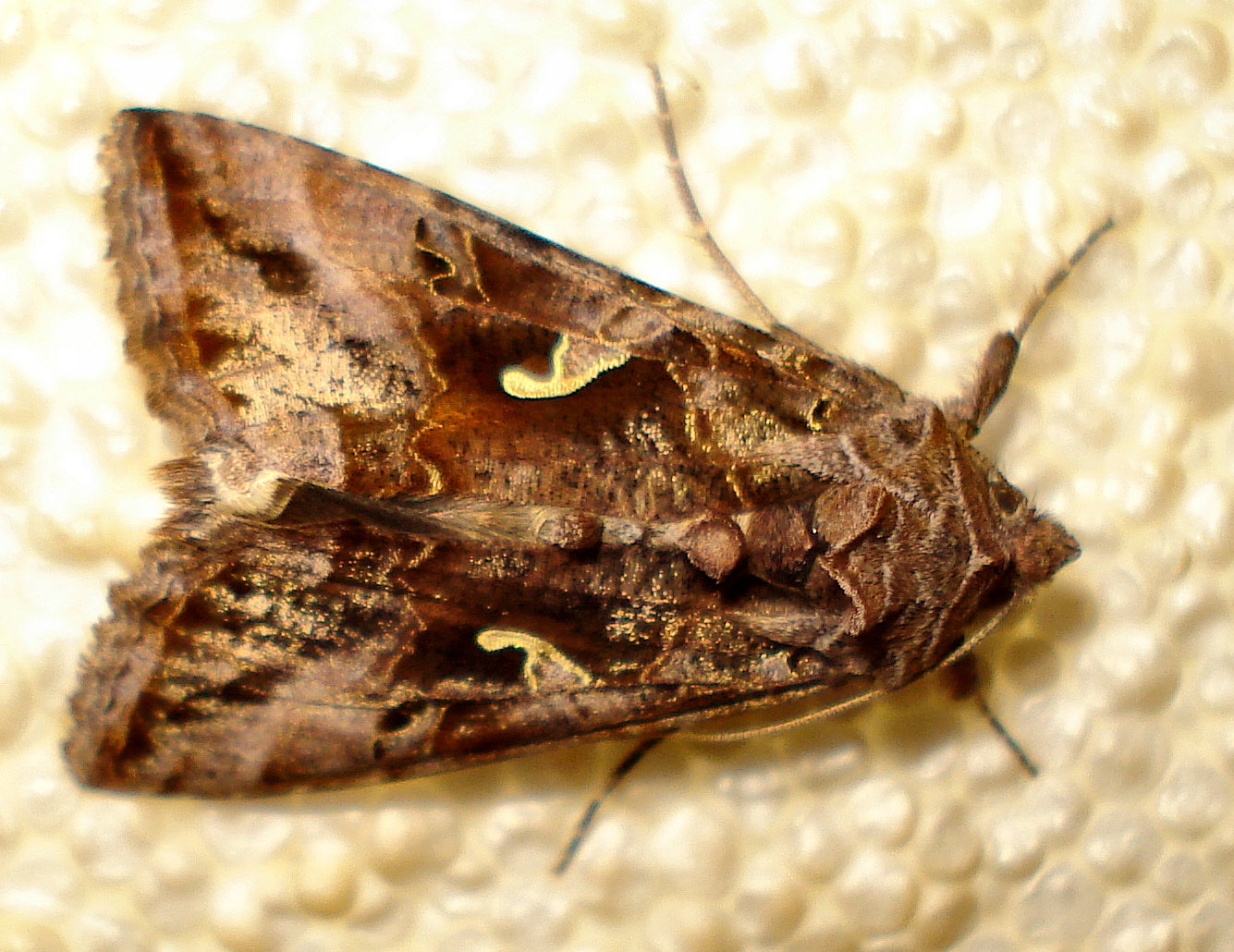
Imago fjäril
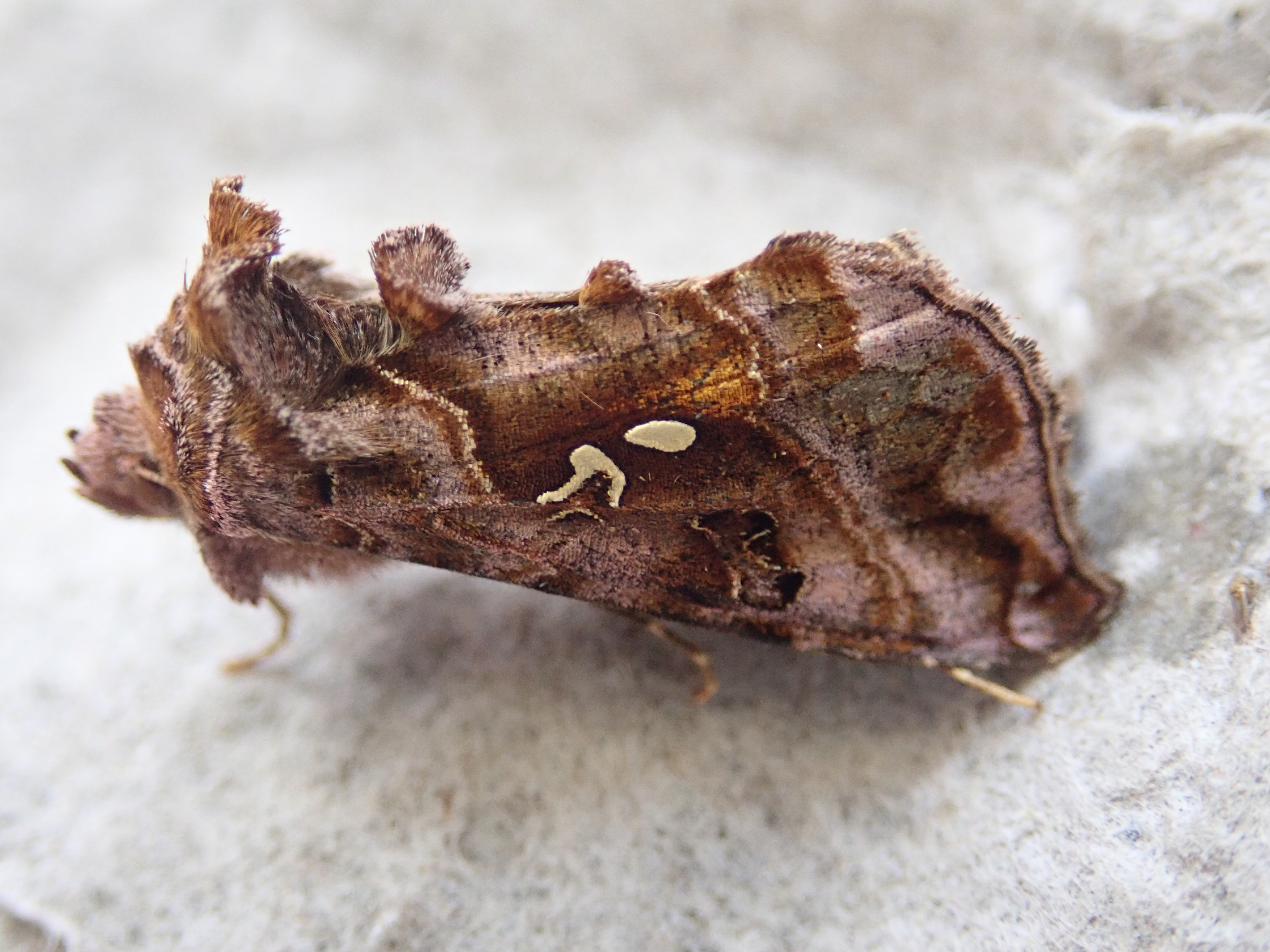
Imago fjäril
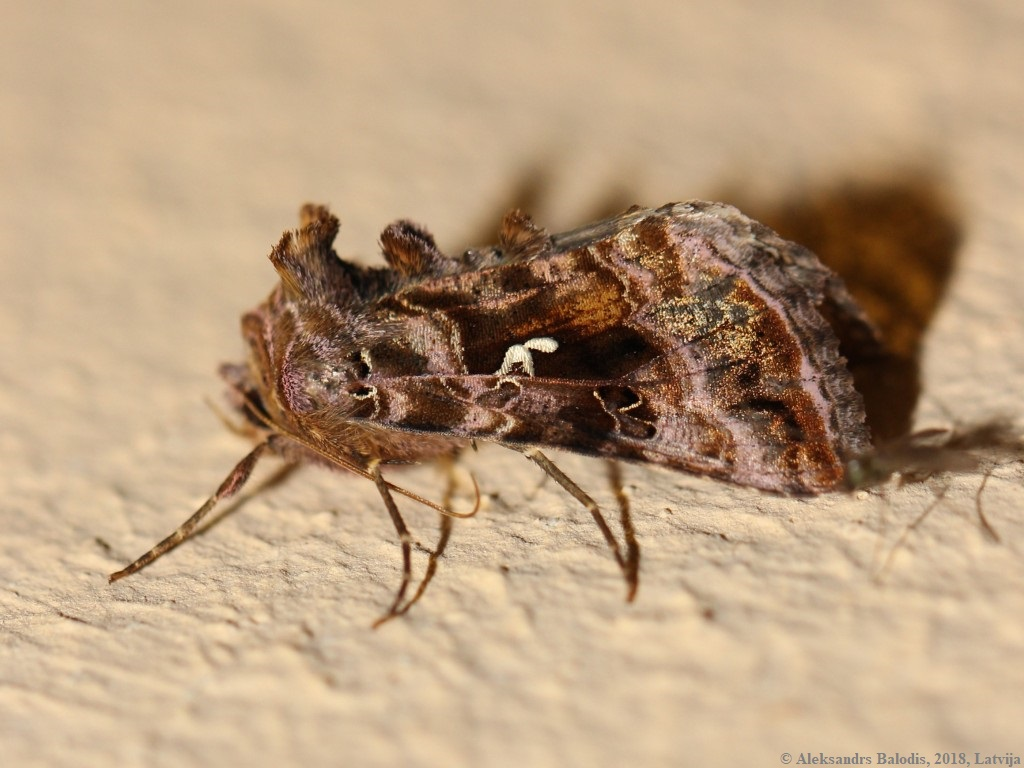
Imago fjäril
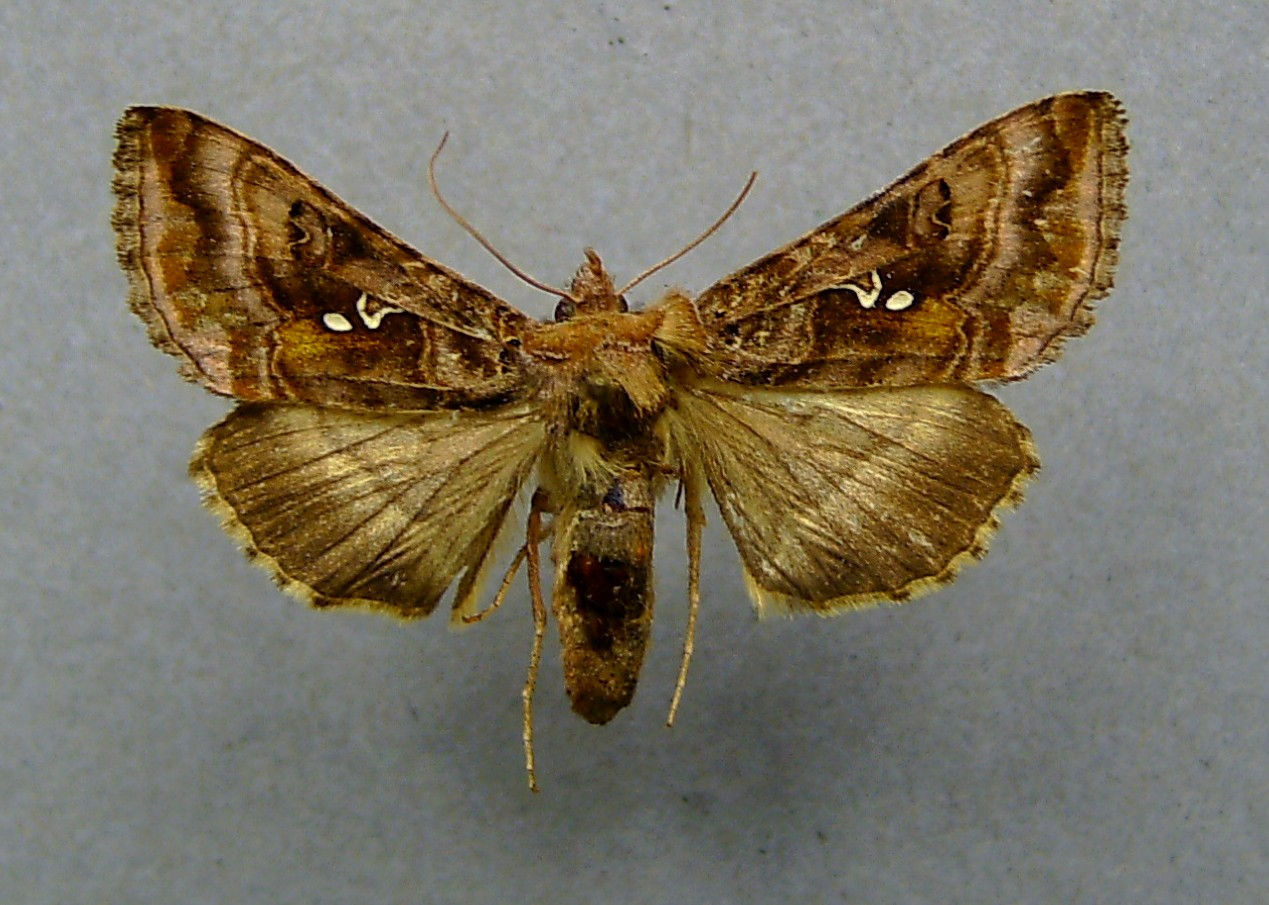
Preparerad (uppnålad) imago fjäril